# Село Тулеугали Абдыбекова
Тулеугали Абдыбекова (каз. Төлеуғали Әбдібеков, до 2019 г. — Кызылжулдыз)) — село в Жарминском районе Абайской области Казахстана. Входит в состав Капанбулакского сельского округа. Код КАТО — 634475500.

## Население
В 1999 году население села составляло 282 человека (138 мужчин и 144 женщины). По данным переписи 2009 года, в селе проживало 195 человек (103 мужчины и 92 женщины).

## Известные жители и уроженцы
- Калиев, Ауталиф Елтренович (1925—2016) — Герой Социалистического Труда.